# Onesia nigra
Onesia nigra är en tvåvingeart som beskrevs av Kurashashi 1987. Onesia nigra ingår i släktet Onesia och familjen spyflugor. Inga underarter finns listade i Catalogue of Life.